# Basananthe pedata
Basananthe pedata är en passionsblomsväxtart som först beskrevs av E. G. Baker, och fick sitt nu gällande namn av De Wilde. Basananthe pedata ingår i släktet Basananthe och familjen passionsblomsväxter. Inga underarter finns listade i Catalogue of Life.